# Portet-sur-Garonne
Portet-sur-Garonne település Franciaországban, Haute-Garonne megyében. Lakosainak száma 9798 fő (2022. január 1.). Portet-sur-Garonne Toulouse, Cugnaux, Lacroix-Falgarde, Pinsaguel, Roques, Vieille-Toulouse, Vigoulet-Auzil és Villeneuve-Tolosane községekkel határos.

## Népesség
A település népességének változása:
| Lakosok száma | 5432 | 6872 | 8030 | 9763 | 9510 | 9707 | 9721 | 9812 | 9832 | 9798 |
|               | 1968 | 1982 | 1990 | 2006 | 2013 | 2015 | 2017 | 2019 | 2020 | 2022 |